# Vale de Spiti
O vale de Spiti é um vale desértico de montanha dos Himalaias ocidentais situado na parte nordeste do estado do Himachal Pradexe, Índia. Administrativamente é parte do distrito de Lahaul e Spiti. O seu nome significa "Terra do Meio", uma referência ao facto de ser a terra entre o Tibete e a Índia.
O rio Spiti nasce na cordilheira de Kunzum. Dois dos seus principais afluentes são os regatos Tegpo e Kabzian. O vale de Pin também faz parte da bacia hidrográfica do Spiti. Devido à localização "detrás" dos Himalaias, o vale não recebe as monções que causam grandes chuvadas em grande parte da Índia entre junho e setembro. O caudal máximo do Spiti ocorre no final do verão, devido à fusão de glaciares. Após percorrer o vale de Spiti, o rio conflui com o Sutlej em Namgia, no distrito de Kinnaur.[carece de fontes?]
A população local segue uma forma de budismo vajrayana similar à praticada nas regiões vizinhas do Tibete e do Ladaque. O vale e as áreas circundante são uma das regiões menos populadas da Índia. O centro administrativo da região é Kaza, situada à beira do rio Spiti a uma altitude de cerca de 3 800 m.[carece de fontes?]
O distrito de Lahaul e Spiti está rodeado de cordilheiras de altas montanhas. O passo de Rohtang (altitude: 33 979 m) separa o distrito do vale de Kulu. Os vales de Lahul e de Spiti estão separados um do outro pelo passo de Kunzum (4 590 m). A estrada que passa por esta portela liga as duas partes do distrito, mas é ferquentemente cortada no inverno e primavera devido à queda de neve intensa. As comunicações pelo norte ao vale também chegam a estar cortadas oito meses por ano devido à neve e gelo. As comunicações terrestres a sul, nomeadamente via Shimla e o Sutlej, no distrito de Kinnaur, são periodicamente fechadas por breves períodos durante as tempestades de inverno que ocorrem entre novembro e junho, mas normalmente as estradas reabrem poucos dias após as tempestades.[carece de fontes?]

## Cultura
O vale de Spiti é um polo cultural importante para os budistas. Nele se situam as gompas (mosteiros budista tibetanos) de Ki e de Tabo, um dos mais antigos do mundo.
No vale de Pin há alguns dos poucos lamas Buchen ainda existentes, pertencentes à escola Nyingmapa.[carece de fontes?]
A pequena cidade de Manali era o início duma antiga rota comercial para o Ladaque e daí para Iarcanda e Khotan, na bacia do Tarim, através do passo de Caracórum. No verão, Spiti torna-se o lar de centenas de pastores seminómadas Gaddi de cabras e ovelhas que trazem os seus animais a pastar desde as aldeias vizinhas e por vezes de distâncias de 250 km. Estes pastores entram no vale à medida que a neve derrete e saem poucos dias antes da queda das primeiras neves.[carece de fontes?]

## Transportes
O vale de Spiti é acessível durante todo o ano desde Shimla, via Kinnaur, por uma estrada difícil com 412 km de extensão. Os turistas não indianos têm que ter permissões para entrara em Spiti através de Kinnaur. A fronteira de Spiti vai desde Samdo (a 74 km de Kaza). No verão pode chegar-se ao vale via Manali e do passo de Rohtang; Manali dista 200 km de Kaza.[carece de fontes?]
Devido à grande altitude, é frequente os viajantes padecerem da doença das alturas. A rota a partir de Shimla é preferível para evitar essa doença, por envolver mais tempo de climatização à altitude. A abertura do túnel de Rohtang, por baixo do passo homónimo, irá permitir o acesso por estrada durante todo o ano e reduzir a distância em 48 km de terreno muito difícil.